# كلير دافنبورت
كلير دافنبورت (بالإنجليزية: Claire Davenport)‏ هي ممثلة بريطانية، ولدت في 24 أبريل 1933 في Sale, Greater Manchester ‏ في المملكة المتحدة، وتوفيت في 4 مارس 2002 بسبب قصور كلوي.

## وصلات خارجية
- كلير دافنبورت على موقع IMDb (الإنجليزية)
- كلير دافنبورت على موقع ميوزك برينز (الإنجليزية)
- كلير دافنبورت على موقع قاعدة بيانات الفيلم (الإنجليزية)